# Vas Nuñez
Vasudeva Das Lilley Núñez (tiếng Trung: 勞烈斯; sinh ngày 22 tháng 11 năm 1995) là một cầu thủ bóng đá Hồng Kông thi đấu cho đội bóng tại Giải bóng đá ngoại hạng Hồng Kông R&F.

## Sự nghiệp câu lạc bộ
Nunez gia nhập Eastern năm 2015, và được cho mượn đến Metro Gallery mùa giải 2015–16.
Anh ghi bàn thắng chuyên nghiệp đầu tiên cho Metro Gallery ngày 6 tháng 3 năm 2016, trong thất bại 2–3 trên sân khách trước Wong Tai Sin.
Ngày 4 tháng 7 năm 2017, R&F thông báo rằng họ đã sở hữu Núñez từ Eastern.

## Đời sống cá nhân
Vas Núñez sinh ra ở Hồng Kông với bố là người Anh và mẹ là người Mexico. Anh có hộ chiếu Đặc khu Hồng Kông vào ngày 4 tháng 5 năm 2018.